# Babyface
Kenneth Brian Edmonds (Indianapolis, 1959. április 10. –), művésznevén Babyface, többszörös Grammy-díjas amerikai énekes, zeneszerző és producer. Karrierje során több mint negyven listavezető R&B-slágert szerzett és 11 Grammy-díjat nyert el. Az NME Minden idők 50 legjobb producere listáján a 20. helyet kapta.

## Fiatalkora
Edmonds 1959. április 10-én született Indianapolisban, Indianában, Marvin és Barbara Edmonds gyermekeként. Edmonds, aki az ötödik gyermek a hatból (akik között vannak a később After 7-tagok Melvin és Kevon Edmonds) a North Central Középiskolában végezte tanulmányait és dalokat írt, hogy kifejezze érzelmeit. Mikor nyolcadik osztályba járt, apja meghalt tüdőrákban, ami után anyja egyedül nevelte fel a hat gyereket. Edmonds ekkor már elkötelezte magát a zenei pálya mellett.

## Zenei karrierje
Edmonds művésznevét Bootsy Collins funkzenésztől kapta. Gitárosként fellépett a Manchild együttessel, akikkel elkészítette az 1977-es Especially for You slágert. Billentyűkön és gitárokon játszott a the Deele funk és R&B-együttesben, amely csoportnak tagja Antonio Reid is, akivel később sokat írt és szerzett dalokat. 1988-ig maradt az együttes tagja, mikor Reiddel együtt távoztak. 1983-ban ő volt a Midnight Star Slow Jam című slágerének szerzője, amely szerepelt az együttes No Parking on the Dance Floor duplaplatina lemezén.
Karrierje során elnyert 12 Grammy-díjat, saját munkájaiért és más előadók lemezein és dalain végzett közreműködéséért.
2014. február 14-én kiadta a Grammy-díjas Love, Marriage & Divorce duett-albumot Toni Braxtonnal.

## Magánélete
Babyface első feleségével, Denise-szel fiatal éveiben házasodott össze. 1990-ben ismerte meg Tracey Edmondsot, aki akkor a Whip Appeal című videóklipjének forgatására felvételizett. 1992. szeptember 5-én házasodtak össze, két fiuk született, Brandon és Dylan. 2005. január 7-én Tracey beadta a válókeresetet a Los Angeles-i Megyei Bíróságon. 2005 októberében Babyface és Tracey bejelentették, hogy véget vetnek 13 éves házasságuknak.
2007-ben Babyface kapcsolatba kezdett Nicole Pantenburg táncosnővel (korábban Janet Jackson táncosnője és közeli barátja). Egy lányuk született 2008-ban, Payton. 2014. május 17-én házasodtak össze. 2021 júliusában bejelentették, hogy hét év után házasságuk a végére ér.

## Diszkográfia

### Stúdióalbumok
- Lovers (1986)
- Tender Lover (1989)
- For the Cool in You (1993)
- The Day (1996)
- Face2Face (2001)
- Grown & Sexy (2005)
- Playlist (2007)
- Return of the Tender Lover (2015)

### Közreműködések
- Power and Love Manchilddal (1977)
- Feel the Phuff Manchilddal (1978)
- Street Beat a The Deelevel (1983)
- Material Thangz a The Deelevel (1985)
- Eyes of a Stranger a The Deelevel (1987)
- Love, Marriage & Divorce Toni Braxtonnal (2014)

## Díjak és jelölések
1999-ben megkapta a Golden Plate-díjat az American Academy of Achievementtől, amelyet Coretta Scott King, Martin Luther King Jr. felesége adott át neki a washingtoni ceremónián.
2006. augusztus 30-án megkapta a BMI Ikon díját a 6. BMI Urban Awards díjátadón. Karrierje során hétszer nyerte el a BMI Az év pop zeneszerzője díjat és összesen 51 BMI-díjat, amelyek közé tartozott az Év dala elismerés is Toni Braxton Breathe Again daláért.
Babyface kapta meg a 2508. csillagot a Hollywood Walk of Fame-en, 2013 októberében, a 6270 Hollywood Boulevard címen.
2018. október 18-án díszdoktori diplomát kapott a Bloomingtoni Egyetemtől.

### Grammy-díjak
| Év   | Jelölt/Munka                                               | Kategória                                           | Eredmény |
| ---- | ---------------------------------------------------------- | --------------------------------------------------- | -------- |
| 1989 | Babyface                                                   | Az év producere, nem klasszikus                     | Jelölve  |
| 1989 | Don’t Be Cruel                                             | Legjobb R&B dal                                     | Jelölve  |
| 1990 | Every Little Step                                          | Legjobb R&B dal                                     | Jelölve  |
| 1990 | Superwoman                                                 | Legjobb R&B dal                                     | Jelölve  |
| 1990 | It’s No Crime                                              | Legjobb R&B hangszeres előadás                      | Jelölve  |
| 1990 | Babyface                                                   | Az év producere, nem klasszikus                     | Jelölve  |
| 1991 | Whip Appeal                                                | Legjobb férfi énekes R&B-teljesítmény               | Jelölve  |
| 1991 | My, My, My                                                 | Legjobb R&B dal                                     | Jelölve  |
| 1993 | End of the Road                                            | Legjobb R&B dal                                     | Elnyerte |
| 1993 | Babyface                                                   | Az év producere, nem klasszikus                     | Elnyerte |
| 1994 | Több mint testőr filmzene (producerként)                   | Az év albuma                                        | Elnyerte |
| 1994 | For the Cool in You                                        | Legjobb férfi énekes R&B-teljesítmény               | Jelölve  |
| 1994 | Can We Talk                                                | Legjobb R&B dal                                     | Jelölve  |
| 1995 | When Can I See You                                         | Legjobb férfi énekes R&B-teljesítmény               | Elnyerte |
| 1995 | When Can I See You                                         | Legjobb R&B dal                                     | Jelölve  |
| 1995 | You Mean the World to Me                                   | Legjobb R&B dal                                     | Jelölve  |
| 1995 | I’ll Make Love to You                                      | Legjobb R&B dal                                     | Elnyerte |
| 1995 | I’ll Make Love to You                                      | Az év felvétele                                     | Jelölve  |
| 1996 | Babyface                                                   | Az év producere                                     | Elnyerte |
| 1996 | Someone to Love (Jon B.-vel)                               | Legjobb popénekesi együttműködés                    | Jelölve  |
| 1996 | Someone to Love                                            | Legjobb film‑ és más vizuális média számára írt dal | Jelölve  |
| 1996 | Red Light Special                                          | Legjobb R&B dal                                     | Jelölve  |
| 1996 | You Can’t Run                                              | Legjobb R&B dal                                     | Jelölve  |
| 1997 | Sittin’ up in My Room                                      | Legjobb R&B dal                                     | Jelölve  |
| 1997 | You’re Makin’ Me High                                      | Legjobb R&B dal                                     | Jelölve  |
| 1997 | Exhale (Shoop Shoop)                                       | Legjobb R&B dal                                     | Elnyerte |
| 1997 | Exhale (Shoop Shoop)                                       | Az év dala                                          | Jelölve  |
| 1997 | Exhale (Shoop Shoop)                                       | Legjobb film‑ és más vizuális média számára írt dal | Jelölve  |
| 1997 | It Hurts Like Hell                                         | Legjobb film‑ és más vizuális média számára írt dal | Jelölve  |
| 1997 | Count On Me                                                | Legjobb film‑ és más vizuális média számára írt dal | Jelölve  |
| 1997 | Change The World (producerként)                            | Az év felvétele                                     | Elnyerte |
| 1997 | Slow Jams                                                  | Legjobb R&B előadás ‑ duó vagy csoportos            | Jelölve  |
| 1997 | Babyface                                                   | Az év producere                                     | Elnyerte |
| 1997 | Secrets                                                    | Legjobb popalbum                                    | Jelölve  |
| 1997 | Waiting to Exhale: Original Soundtrack Album               | Az év albuma                                        | Jelölve  |
| 1998 | The Day                                                    | Az év albuma                                        | Jelölve  |
| 1998 | The Day                                                    | Legjobb R&B-album                                   | Jelölve  |
| 1998 | Every Time I Close My Eyes                                 | Legjobb férfi popénekes teljesítmény                | Jelölve  |
| 1998 | Babyface                                                   | Az év producere, nem klasszikus                     | Elnyerte |
| 1998 | A Song for Mama                                            | Legjobb film‑ és más vizuális média számára írt dal | Jelölve  |
| 1998 | I Care ’Bout You                                           | Legjobb videóklip                                   | Jelölve  |
| 1998 | How Come, How Long (Stevie Wonder közreműködésével)        | Legjobb videóklip                                   | Jelölve  |
| 1998 | How Come, How Long (Stevie Wonder közreműködésével)        | Legjobb popénekesi együttműködés                    | Jelölve  |
| 1999 | How Come, How Long (Live) (Stevie Wonder közreműködésével) | Legjobb popénekesi együttműködés                    | Jelölve  |
| 2000 | When You Believe                                           | Legjobb film‑ és más vizuális média számára írt dal | Jelölve  |
| 2000 | FanMail                                                    | Az év albuma                                        | Jelölve  |
| 2009 | Tha Carter III (Lil Wayne albuma; közreműködő előadóként)  | Az év albuma                                        | Jelölve  |
| 2013 | Pray For Me                                                | Legjobb R&B dal                                     | Jelölve  |
| 2015 | Love, Marriage & Divorce (Toni Braxtonnal)                 | Legjobb R&B-album                                   | Elnyerte |
| 2016 | Let It Burn                                                | Legjobb R&B dal                                     | Jelölve  |
| 2021 | Babyface                                                   | Kurátori-díj                                        | Elnyerte |

## Listavezető R&B-slágerek listája
| Cím                      | Év   | Előadó                                  | Slágerlista | Slágerlista |
| Cím                      | Év   | Előadó                                  | US R&B      | US          |
| ------------------------ | ---- | --------------------------------------- | ----------- | ----------- |
| A Song For Mama          | 1997 | Boyz II Men                             | 1           | 7           |
| Baby-Baby-Baby           | 1992 | TLC                                     | 1           | 2           |
| Can We Talk              | 1993 | Tevin Campbell                          | 1           | 9           |
| Can’t Stop               | 1990 | After 7                                 | 1           | 7           |
| Dial My Heart            | 1988 | The Boys                                | 1           | 13          |
| Don’t Be Cruel           | 1988 | Bobby Brown                             | 1           | 8           |
| Dry Your Eyes            | 1987 | The Deele                               | 1           | –           |
| End of the Road          | 1992 | Boyz II Men                             | 1           | 1           |
| Every Little Step        | 1989 | Bobby Brown                             | 1           | 3           |
| Exclusivity              | 1991 | Damian Dame                             | 1           | 42          |
| Exhale (Shoop Shoop)     | 1995 | Whitney Houston                         | 1           | 1           |
| Giving You the Benefit   | 1990 | Pebbles                                 | 1           | 4           |
| Girlfriend               | 1987 | Pebbles                                 | 1           | 5           |
| Humpin’ Around           | 1992 | Bobby Brown                             | 1           | 3           |
| It’s No Crime            | 1989 | Babyface                                | 1           | 7           |
| I’ll Make Love to You    | 1994 | Boyz II Men                             | 1           | 1           |
| I’m Your Baby Tonight    | 1990 | Whitney Houston                         | 1           | 1           |
| Last Night               | 1996 | Az Yet                                  | 1           | 9           |
| Let It Flow              | 1996 | Toni Braxton                            | 1           | 1           |
| Love Makes Things Happen | 1990 | Babyface (Pebblesszel)                  | 1           | 13          |
| Love Saw It              | 1989 | Babyface (Karyn White közreműködésével) | 1           | —           |
| Lucky Charm              | 1998 | The Boys                                | 1           | ?           |
| My, My, My               | 1990 | Johnny Gill                             | 1           | 10          |
| Never Gonna Let You Go   | 1997 | Faith Evans                             | 1           | 17          |
| Not Gon’ Cry             | 1996 | Mary J. Blige                           | 1           | 2           |
| On Our Own               | 1989 | Bobby Brown                             | 1           | 2           |
| Ready or Not             | 1989 | After 7                                 | 1           | 7           |
| Rock Steady              | 1987 | The Whisperers                          | 1           | 7           |
| Roses Are Red            | 1987 | The Mac Band                            | 1           | ?           |
| Seven Whole Days         | 1993 | Toni Braxton                            | 1           | –           |
| Superwoman               | 1989 | Karyn White                             | 1           | 8           |
| Sweet November           | 1992 | Troop                                   | 1           | –           |
| Take a Bow               | 1994 | Madonna                                 | 40          | 1           |
| Tender Love              | 1989 | Babyface                                | 1           | 14          |
| The Way You Love Me      | 1988 | Karyn White                             | 1           | 7           |
| You’re Makin’ Me High    | 1996 | Toni Braxton                            | 1           | 1           |